# Clearwater (Kansas)
Clearwater es una ciudad ubicada en el condado de Sedgwick en el estado estadounidense de Kansas. En el año 2010 tenía una población de 2481 habitantes y una densidad poblacional de 855,52 personas por km².

## Geografía
Clearwater se encuentra ubicada en las coordenadas 37°30′20″N 97°30′5″O / 37.50556, -97.50139 (37.505646, -97.501516).

## Demografía
Según la Oficina del Censo en 2000 los ingresos medios por hogar en la localidad eran de $50,694 y los ingresos medios por familia eran $53,816. Los hombres tenían unos ingresos medios de $41,306 frente a los $28,348 para las mujeres. La renta per cápita para la localidad era de $20,286. Alrededor del 4.3% de la población estaban por debajo del umbral de pobreza.